# رتروفیوچریسم

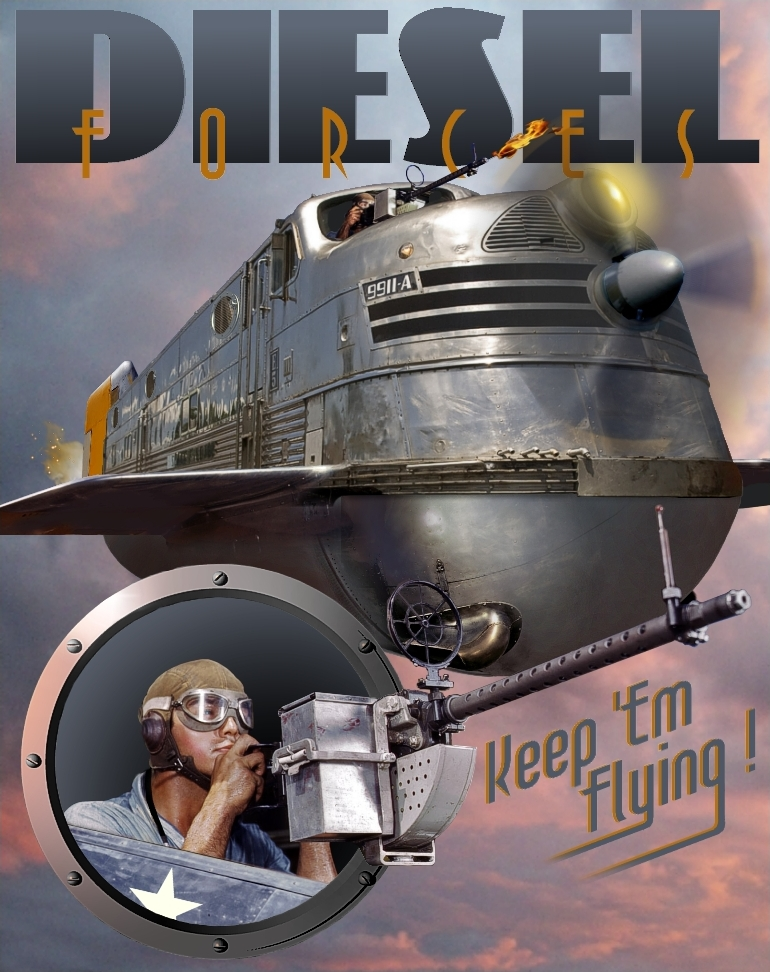
ترسیم رتروفیوچریستیک یک لوکوموتیو پرنده

رتروفیوچریسم (نگاه از آینده یا نگاه گذشته به آینده) آینده‌ای است که توسط گذشته پیش‌بینی شده‌است. به‌طور کلی، رتروفیوچریسم کتاب، فیلم، کمیک و گونه‌هایی دیگر از هنر است که آینده را بر پایه دوره زمانی تولیدش تصور می‌کند. همچنین می‌تواند ژانری باشد که شامل خلاقیت‌های هنری معاصر بر پایه دوره‌های زمانی پیشین است.